# Oliarus flavescens
Oliarus flavescens är en insektsart som beskrevs av Van Stalle 1984. Oliarus flavescens ingår i släktet Oliarus och familjen kilstritar. Inga underarter finns listade i Catalogue of Life.